# HMS Boxer (1941)
Za druge ladje glejte HMS Boxer.
HMS Boxer je bila tankovska pristajalna ladja Kraljeve vojne mornarice.
Sodelovala je v operaciji Krepak leta 1944.
Pozneje je bila spremenjena v zračnoobrambno kontrolno ladjo, leta 1946 pa v radarsko šolsko ladjo.
Leta 1956 je bila poslana v rezervno sestavo in dve leti pozneje uničena.